# Jan Vojna
Jan Václav Vojna (14. prosince 1874 Jetřichovec – 1. ledna 1955 Praha) byl rakouský politik české národnosti z Čech, na počátku 20. století poslanec Říšské rady.

## Biografie
Narodil se jako syn děvečky a sedláře z Jetřichovce. V době svého působení v parlamentu se uvádí jako úředník drah na Královských Vinohradech. Byl funkcionářem Zemské jednoty zřízenců drah v království českém. V roce 1911 byl na 6. sjezdu národně sociální strany zvolen do jejího výkonného výboru. Téhož roku je uváděn i jako předseda tohoto výkonného výboru.
Působil coby poslanec Říšské rady (celostátního parlamentu Předlitavska), kam usedl ve volbách do Říšské rady roku 1911, konaných podle všeobecného a rovného volebního práva. Byl zvolen za obvod Čechy 17. Ztratil mandát 30. května 1917 na základě pravomocného rozsudku z 28. října 1916.
V roce 1911 byl uváděn jako člen České strany národně sociální. Po volbách roku 1911 byl na Říšské radě členem poslaneckého Českého národně sociálního klubu.
V lednu 1916 byl zatčen v rámci razie rakousko-uherských úřadů proti předním politikům národních sociálů. Společně s ním byl zatčen i Josef Netolický a Václav Choc, od pár měsíců dříve i František Buříval. 3. srpna 1916 byl vynesen rozsudek a Vojna byl odsouzen k jednomu roku vězení. Důvodem byl nález jmen dotčených politiků v poznámkách T. G. Masaryka o poradách s domácím protirakouským odbojem. Již v říjnu 1916 byl ovšem Vojna propuštěn z výkonu trestu.
Po první světové válce byl nadále aktivní v národně sociální (socialistické) straně a zasedal na postu člena správní rady státního ústavu pro tuky, oleje a mléko. V roce 1920 čelil kritice ohledně možných spekulací, na kterých se měl v tomto ústavu podílet. Požádal proto stranu o prošetření a dočasně se vzdal stranických funkcí.